# Akershus
Akershus ist eine norwegische Provinz (Fylke).

## Geografie
Das Fylke Akershus liegt am inneren Oslofjord und umschließt die ein eigenes Fylke bildende Kommune Oslo nahezu komplett.

## Geschichte

### Vor der Gründung des Fylkes Akershus
Akershus wurde ab dem Mittelalter als Bezeichnungen für unterschiedliche Verwaltungseinheiten verwendet. Im 16. Jahrhundert wurde das Hauptlehen Akershus len gebildet, das den Großteil Ostnorwegens umfasste. Im Jahr 1662 wurde Norwegen schließlich in vier Stiftsämter unterteilt. Das Akershus len wurde im Zuge dessen vom Stiftsamt Akershus (Akershus Stiftsamt) abgelöst. In diesem lagen zunächst neben dem Stift- bzw. Hauptamt Akershus zwei weitere Unterämter (amt): Fredrikstad amt med Smaalenene sowie Tønsberg med Brunlaug amt. Das Stiftamt bestand teils aus Gebieten, die direkt als Teil des Stiftamtes verwaltet wurden, und teils aus Gebieten, die ihre eigenen Unterämter bildeten. Mit der Zeit wurden weitere Unterämter vom Stiftamt Akershus abgespalten. Akershus Amt wurde 1682 als Unteramt unter dem Stiftamt Akershus gegründet und bestand aus den zentralsten Teilen des Stiftamtes, d. h. dem modernen Oslo, Asker, Bærum, Follo und Romerike. Buskerud entstand im Jahr 1685 und blieb bis 1919 Teil des Stiftamtes Akershus. Das Opplandenes Amt, aus dem ab 1781 die Ämter Christians Amt und Hedemarkens Amt and ab 1919 die Fylker Oppland und Hedmark hervorgingen, entstand im Jahr 1757. Opplandenes Amt, dann Christians Amt und Hedemarkens Amt, waren bis 1867 dem Stiftamt Akershus unterstellt, dann wurde Hedemarkens Amt ein eigenes Stiftamt. Das Unteramt Christiania (damals ein kleiner Teil des modernen Oslo) wurde im Jahr 1842 gegründet und wurde vom Unteramt Akershus abgespalten.

### 1919–2019: Fylke Akershus
Im Jahr 1919 wurden aus den Unterämtern Fylker gebildet, wodurch das Fylke Akershus entstand. Das Stiftamt Akershus wurde aufgelöst. Verwaltungssitz des Fylkes war Oslo, obwohl die Stadt außerhalb des Fylkes lag. Auch nach 1919 wurde Akershus erneut verkleinert, als zum 1. Januar 1948 die Kommune Aker Teil von Oslo wurde. Mit rund 131.000 Einwohnern war Aker bis zur Fusion und der damit verbundenen Auflösung die zweitgrößte Kommune Norwegens.
Im Juni 2017 beschloss das Storting, das norwegische Nationalparlament, dass Akershus im Rahmen der landesweiten Regionalreform mit seinen beiden Nachbarfylkern Buskerud und Østfold zu einem neuen Fylke zusammengelegt werden solle. Das Fylkesting von Akershus selbst lehnte die Fusionierung ab. Das Fylke Akershus war bei seiner Auflösung mit rund 624.000 Einwohnern hinter Oslo das Fylke mit den zweitmeisten Einwohnern.

### 2020–2023: Fylke Viken
Akershus ging schließlich zum 1. Januar 2020 im neu gebildeten Fylke Viken auf. Die Regionalregierung des neuen Fylkes sprach sich für die Auflösung Vikens aus. Nachdem es nach den Stortingswahlen 2021 auf nationaler Ebene zu einem Regierungswechsel gekommen war, wurde Viken die Möglichkeit gegeben, seine Auflösung zu beantragen. Im Juni 2022 beschloss das Storting schließlich die Aufspaltung Vikens in Akershus, Buskerud und Østfold.

### Ab 2024: Neugründung des Fylkes
Das Fylke Akershus entstand am 1. Januar 2024 erneut. Neben dem bereits bis 2019 zu Akershus gehörenden Gebiet, wurden auch die Kommunen Lunner und Jevnaker Teil von Akershus. Die Fylkesnummer wechselte von 02 (bis 2019) auf 32.

## Verwaltungsgliederung
Akershus wird seit 2024 in 21 Kommunen unterteilt.
| Nr.  | Name           | Einwohner (2025) | Fläche (km²) | Sprach- form |
| ---- | -------------- | ---------------- | ------------ | ------------ |
| 3201 | Bærum          | 132.358          | 192,28       | Bokmål       |
| 3203 | Asker          | 100.492          | 376,61       | neutral      |
| 3205 | Lillestrøm     | 95.762           | 456,6        | neutral      |
| 3207 | Nordre Follo   | 64.668           | 202,99       | neutral      |
| 3209 | Ullensaker     | 45.066           | 252,44       | Bokmål       |
| 3212 | Nesodden       | 20.698           | 61,47        | Bokmål       |
| 3214 | Frogn          | 16.337           | 85,69        | Bokmål       |
| 3216 | Vestby         | 19.855           | 133,97       | Bokmål       |
| 3218 | Ås             | 22.344           | 102,68       | neutral      |
| 3220 | Enebakk        | 11.549           | 232,58       | Bokmål       |
| 3222 | Lørenskog      | 50.013           | 70,54        | neutral      |
| 3224 | Rælingen       | 20.509           | 71,68        | neutral      |
| 3226 | Aurskog-Høland | 18.314           | 1.144,8      | neutral      |
| 3228 | Nes            | 24.897           | 640,76       | Bokmål       |
| 3230 | Gjerdrum       | 7453             | 83,19        | Bokmål       |
| 3232 | Nittedal       | 26.023           | 186,22       | Bokmål       |
| 3234 | Lunner         | 9420             | 291,84       | Bokmål       |
| 3236 | Jevnaker       | 7043             | 225,71       | Bokmål       |
| 3238 | Nannestad      | 16.505           | 340,98       | Bokmål       |
| 3240 | Eidsvoll       | 28.352           | 456,49       | Bokmål       |
| 3242 | Hurdal         | 3022             | 284,95       | Bokmål       |
| 32   | Akershus       | 740.680          | 5.894,47     | neutral      |

## Name
Der Name Akershus leitet sich von der Festung Akershus ab. Der Name setzt sich aus den altnordischen Wörtern akr (deutsch „Mark“) und hús (deutsch „Haus“, hier als Burg verstanden) ab.

## Wappen
Beschreibung des Wappens: Der blau-silberne Schild wird durch einen sechsstufigen Treppenschnitt geteilt.